# Monkton Combe
Monkton Combe est un village du Somerset situé à 4,8 km de Bath. 
Sa population au recensement de 2013 est de 554 habitants.

## Histoire
L'histoire pré-saxonne de Monkton Combe est mal connus. Le village se trouve à proximité de la voie romaine de Bath à Londres, ce qui a entraîné la construction d'une villa romaine à Combe Down,. 
L'industrie du village s'est diversifiée à la fin du XVIIIe siècle, avec l'ouverture de mines locales et du Somerset Coal Canal en 1800. Cela a entraîné l'expansion de la population du village et la construction de nouveaux logements pour accueillir les ouvriers, construits dans la pierre locale de Bath. Le canal a été converti en chemin de fer en 1910, donnant au village une gare éphémère. La fermeture de la ligne a encouragé la poursuite de la désindustrialisation du village.